# Vojvodina Legnica
Vojvodina Legnica (poljsko Księstwo Legnickie, češko Lehnické knížectví, nemško Herzogtum Liegnitz) je bila ena od šlezijskih vojvodin. Njena prestolnica je bila Legnica (nemško Liegnitz) v Spodnji Šleziji.
Grad Legnica je že leta 1163 postal rezidenca šlezijskih vojvod, od leta 1248 pa je bil sedež samostojne vojvodine, ki ji je vladala šlezijska veja dinastije Pjastov do izumrtja rodbine leta 1675. Vojvodino je ustanovil Boleslav II. Rogati, vojvoda Spodnje Šlezije s sedežem v Vroclavu. Delila je usodo večine drugih šlezijskih vojvodin in padla v češko, nato avstrijsko in sčasoma – po prvi šlezijski vojni – v prusko vplivno območje.

## Zgodovina
Mesto Legnica je postalo znano po bitki pri Legnici, ki je potekala pri bližnji vasi Legnickie Pole 9. aprila 1241 med mongolsko invazijo na Poljsko. Krščansko vojsko pod vodstvom poljskega velikega vojvode Henrika II. Pobožnega, ki ga je podpiralo plemstvo, vključno s poljskim, bavarski rudarji in vojaški redovi, so Mongoli odločilno porazili. Čeprav je bil Henrik ubit in njegove sile poražene, je bilo napredovanje Mongolov v Evropo ustavljeno. Mongoli so se obrnili, da bi se udeležili volitev novega kagana (velikega kana) po smrti kana Ögedeja tistega leta. 

### Ustanovitev
Pokojnega Henrika je v Spodnji Šleziji nasledil njegov najstarejši sin Boleslav II. Rogati, dokler ni leta 1248 njegov mlajši brat Henrik III. Beli postal polnoleten in zahteval svoj del očetove dediščine. Henrik III. je ob podpori vroclavskega plemstva prisilil Boleslava, da mu je prepustil osrednje dele Spodnje Šlezije, on sam pa se je umaknil v Legnico. Po tej delitvi je svoj del dediščine zahteval tudi mlajši brat Konrad, ki je bil prvotno predviden za škofa v Passauu. Konrad je leta 1251 dobil novoustanovljeno vojvodino Glogov.
Boleslavov sin Henrik V. Debeli, ki je nasledil svojega očeta leta 1278, je uspel povečati ozemlje svoje vojvodine z zmago nad svojim bratrancem, vroclavskim vojvodom Henrikom Probom. S podporo češkega kralja Venčeslava II. je leta 1290 postal vroclavski vojvoda. Spodnješlezijski vojvodini Legnica in Vroclav sta bili s tem do leta 1311 ponovno združeni.
Ker je bil po smrti Henrika V. leta 1296 njegov najstarejši sin Boleslav III. Velikodušni še mladoleten, je njegovo skrbništvo prevzel kralj Venčeslav, s čimer se je okrepil češki vpliv v Šleziji. Leta 1303 je bil Boleslav III. zaročen z Venčeslavovo hčerko Margareto, vendar je leta 1306 zaman poskušal naslediti izumrlo dinastijo Přemyslidov na češkem prestolu. Združenih spodnješlezijskih vojvodin mu ni uspelo obdržati in leta 1311 je bila Spodnja Šlezija znova razdeljena, Vrocav je pripadel njegovemu mlajšemu bratu Henriku VI. Dobremu. Boleslavovo oblast nad Legnico je izpodbijal njegov brat Vladislav, zato se je moral Boleslav leta 1329 pokloniti češkemu kralju Ivanu Luksemburškemu, da bi se obdržal na vojvodskem položaju.
Legnica je bila kot glavno mesto vojvodine v začetku 14. stoletja pomembno mesto srednje Evrope s približno 16.000 prebivalci. Mesto se je začelo hitro širiti po odkritju zlata v Kaczawi.

### Češki fevd
Spodnja Šlezije pod oblastjo Pjastov je po letu 1329 postala češki vazal. Politična šibkost vojvodine kot posledica konfliktov med zapravljivima Boleslavovima sinovoma Venčeslavom in Ludvikom Lepim, je še okrepila vpliv čeških monarhov. Ko je leta 1419 legniška veja šlezijskih Pjastov s smrtjo vojvode Venčeslava II. izumrla, je vojvodino podedoval vojvoda Ludvik II. Brzeški. Ker tudi Ludvik ni imel moških dedičev, je češki kralj Sigismund leta 1436 priključil Legnico kot fevd Češke krone. Nastal je dolgotrajen spor, saj je pokojni vojvoda Ludvik II. svoje posesti zapustil sinovom svojega polbrata vojvode Henrika IX. Lubinskega, vendar brez soglasja svojega češkega vrhovnega vladarja. Vojvodino je leta 1455 kralj Matija Korvin podelil Frideriku I., sinu Ludvikove hčerke Hedvike.
Friderikov sin Friderik II., vojvoda od leta 1499, je leta 1520 nasledil Brzeško vojvodino. Že leta 1522 se je v vojvodini uveljavila reformacija, ki sta jo odločilno pospešila teologa Kaspar Schwenckfeld in Valentin Krautwald. Prebivalstvo je hitro postalo luteransko. Reformacija je privedla do spora, ko so bile po smrti češkega kralja Ludvika II. v bitki pri Mohaču leta 1526 dežele Češke krone, vključno z fevdom Legnica, vključene v habsburško monarhijo katoliškega kralja Ferdinanda. Vojvoda Friderik II. je temu nasprotoval in sklenil sporazum o dedovanju z volilnim knezom Joahimom II. Hektorjem. Kralj Ferdinand I., ki je zavračal kakršen koli vpliv Hohenzollernov v habsburških deželah, je sporazum razglasil za ničen in neveljaven.
Boji so se nadaljevali, čeprav je bila vojvodini z Westfalskim mirom leta 1648 uradno zagotovljena svoboda veroizpovedi. Po smrti zadnjega pjastovskega vojvode Jurija Viljema leta 1675 je Legnica prešla pod neposredno oblast habsburškega cesarja Leopolda I., kljub sklicevanju volilnega kneza Friderika Viljema Brandenburškega na sporazum o dedovanju iz leta 1537. Za pruskega kralja Friderika II. Velikega je stari spor postal pretveza za opravičevanje njegove kampanje med prvo šlezijsko vojno. Leta 1742 je po porazu cesarice Marije Terezije v vojni za avstrijsko nasledstvo večino Šlezije, vključno z Legnico, zasedla pruska vojska. Potem ko je bila s Hubertusburškim mirom leta 1763 Šlezija vključena v Prusijo, je vojvodina Legnica izgubila večino svojih privilegijev.